# Борба (1905)
Вижте пояснителната страница за други значения на Борба.
„Борба“ е български вестник, редактиран от Коста Шахов и излизал в 1905 година.
Вестникът се бори за Автономия за Македония и Одринско, постигната с помощта на Свободна България. Печата се в печатница „Мавродинов“ – Тутракан и „Либералний клуб“ – София.
Излизат общо 9 броя. От 18 май има и притурка.